# Hotel Cipriani
El Hotel Cipriani es un hotel en Venecia, en el norte de Italia. El 26 de mayo de 1958 Giuseppe Cipriani, fundador del Bar de Harry en Venecia e inventor del cóctel Bellini, abrió el Hotel Cipriani en la isla de Giudecca. 
En 1976, los Hoteles Orient-Express fueron fundados con la compra del Hotel Cipriani en Venecia, y comenzó como la división de ocio de Sea Containers Ltd y se incorporó posteriormente como Orient-Express Hotels Ltd., una compañía con sede de Bermudas.